# Radîci, Turka
Radîci (în ucraineană Радич) este un sat în comuna Ilnîk din raionul Turka, regiunea Liov, Ucraina.

## Demografie
Componența lingvistică a localității Radîci
     Ucraineană (99,78%)
     Alte limbi (0,22%)
Conform recensământului din 2001, majoritatea populației localității Radîci era vorbitoare de ucraineană (99,78%), existând în minoritate și vorbitori de alte limbi.